# Hans Hahn
Hans Hahn (Bécs, 1879. szeptember 27. – Bécs, 1934. július 24.) osztrák filozófus és matematikus. Az ún. bécsi kör tagja. Fő eredményeket a tudományfilozófia, episztemológia, matematika területén ért el.

## Élete
Hans Hahn szülei Ludwig Benedikt Hahs és Emma Blümmel.
Hahn tanulmányait Strasburgban, Münchenben és Göttingenben folytatta. Doktorátust szerzett 1902-ben a Bécsi Tudományegyetemen (University of Vienna), ahol kutatást végzett Gustav Ritter von Escherich mellett. Doktori értekezésének címe: Zur Theorie der zweiten Variation einfacher Integrale. A doktori cím megszerzése után kinevezték a Bécsi Tudományegyetemen. 1909-14 között oktatott Czernowitzban, mely város a mai Ukrajna (Chernovtsy) területén található. Szolgált az I. világháború idején az osztrák-magyar hadseregben. Katonaként súlyosan megsebesült.
1916-ban Bonnba költözött, s ott rendkívüli tanárként tanított 1920-ig; 1917-ben kinevezést kapott. 1921-ben visszatért Bécsbe, ahol szintén kinevezték tanárnak.
Hahn részt vett a halmazelmélet és funkcionálanalízis mint tudomány megteremtésében.Nevéhez fűződik a Hahn-Banach-tétel. 1903-13 között foglalkozott a differenciál-integrál számítások elméletének továbbfejlesztésével. Ezen munkásságához kapcsolódó könyvei:
- Theorie der reellen Funktionen (1921)
- Reelle Funktionen (1932)

Filozófiai munkásságához kapcsolódó könyv, amelyet a Google Könyvek az empiricizmus, logika és matematika tárgykörébe sorolt:
- Philosophical Papers (eredeti megjelenés pamfletként 1930, Bécs)[5]

## Érdekesség
Érdekes, hogy nevét ma is viseli egy németországi vállalkozás